# Tylorida
Tylorida là một chi nhện trong họ Tetragnathidae.